# جما گالگانی
اگر همه انسان‌ها تلاش می‌کردند تا خدای حقیقی را دوست داشته باشند و بشناسند، این دنیا به بهشت تبدیل می‌شد.— جما گالگانی
جما گالگانی (به ایتالیایی: Gemma Galgani; کاپانوری، ۱۲ مارس ۱۸۷۸ – لوکا، ۱۱ آوریل ۱۹۰۳) عارف و روشن‌ضمیر ایتالیایی بود که ارتباط ویژه‌ای با فرقه پاسیونیست‌ها داشت، اگرچه هرگز به آن تعلق نداشت، اما همواره با معنویت آن سازگار بود.
او که تنها ۲۵ سال داشت، در سال ۱۹۳۳ توسط پاپ پیوس یازدهم بئاتیفیه شد و در سال ۱۹۴۰ توسط پاپ پیوس دوازدهم به مقام قدیسه رسید. یادبود مذهبی او در سراسر جهان در ۱۱ آوریل، روز درگذشتش، گرامی داشته می‌شود، هرچند که فرقه پاسیونیست‌ها و اسقف‌نشین لوکا او را در ۱۶ مه یاد می‌کنند.
جما اومبرتا ماریا گالگانی در سال ۱۸۷۸ در کامیلیانو، یکی از بخش‌های شهرداری کاپانوری، به دنیا آمد. در هفت سالگی مادرش را از دست داد. او در لوکا با پدر و برادرانش بزرگ شد و در مدرسه خواهران اووبلاته روح‌القدس تحصیل کرد تا اینکه به دلیل ورشکستگی، خانواده‌اش تمام دارایی خود را از دست دادند و به خانه‌ای فقیرانه در ویا دل بیشونه (که بعدها به ویا سانتا جما گالگانی تغییر نام یافت) نقل مکان کردند. جما گالگانی در آنجا ادعا کرد که نشانه‌های زخم‌های مسیح (استیگماتا) را دریافت کرده است.
پس از اینکه صومعه‌های شهر او را نپذیرفتند، خانواده ثروتمند جیانینی او را به فرزندی پذیرفتند و به مدت حدود چهار سال در خانه خود در ویا دل سمیناریو در لوکا به او غذا و سرپناه دادند. جما سال‌های آخر زندگی کوتاه خود را در آنجا گذراند و از نظر معنوی توسط اسقف وولپی، اعتراف‌کننده او، و پاسیونیست جرمانو روئوپولو، که بعدها اولین زندگینامه او را نوشت، یاری می‌شد.
او که به سل مبتلا بود، برای پیشگیری از خانه جیانینی‌ها دور شد و به خانه‌ای نزدیک در ویا دلا رزا برده شد و در ۲۵ سالگی درگذشت. پس از مرگ او، ساخت صومعه‌ای برای راهبه‌های پاسیونیست در لوکا آغاز شد، همان‌طور که او به شدت آرزو داشت و بقایای او در آنجا آرام گرفته است.
در سال‌های پایانی زندگی‌اش، نزدیکی با پاسیونیست جرمانو روئوپولو، که نام اصلی او وینچنزو بود، اهمیت زیادی داشت. او نه تنها رابطه‌ای صمیمی و شدید با جما داشت که اغلب او را «بابا، بابای من» خطاب می‌کرد، بلکه پس از آن تنها، پرانرژی و متقاعدکننده‌ترین مروج بئاتیفیه او در مقابل تردیدهای وولپی بود.

## زندگی‌نامه

### ریشه‌ها و خانواده

#### اجداد
دربارهٔ خانواده او از سال ۱۲۵۷ اطلاعاتی در دست داریم. به عنوان مثال، از فردی به نام اوبالدو گالگانی به عنوان «نگهبان احکام» یاد می‌شود که احتمالاً اهل پسکاگلیا، روستایی در دره میانی سرکیو، ۱۵ کیلومتری شمال لوکا، بوده است. در آنجا یک عمارت متعلق به قرن پانزدهم متعلق به گالگانی‌ها خودنمایی می‌کند. آنچه که به‌طور قطع می‌دانیم، با تعداد زیادی از اسناد تأیید شده است، این است که خانواده گالگانی، در ابتدا متشکل از مردان نظامی، به دلیل سهم خود در علم پزشکی متمایز بودند. تعداد زیادی از اعضای آن در فهرست پزشکان و جراحان لوکا، مانند پدربزرگ جما، پدربزرگ پدرش و خود پدرش، قرار داشتند.

#### کارلو گالگانی، پدربزرگ
دربارهٔ پدربزرگش کارلو می‌دانیم که پزشک ماهری بود و پس از ازدواج با مارگریتا اورسینی، سال‌های جوانی را با همسرش در خانه‌اش در پورکاری، در استان لوکا، زندگی کرد و پنج فرزندشان در آنجا به دنیا آمدند: کارولینا، که پس از مرگ پدر جما، او را در کامایوره پذیرفت؛ مائوریتسیو، پزشک-سروان و جانشین پدرش در اداره پورکاری، که به برادرش نامی را پیشنهاد داد که باید به قدیسه آینده داده شود؛ الیزا، که به لطف او تعداد زیادی اطلاعات دربارهٔ زندگی برادرزاده‌اش داریم؛ انریکو، پدرش؛ و هلنا که همراه با خواهرش به عنوان «خاله‌های خوب، مذهبی و دلسوز» از او یاد می‌شود.
در آن مناطق، که اغلب توسط تب‌های مالاریا و وبا ویران می‌شد، کارلو گالگانی خود را وقف کمک به بیماران کرد و جزوات متعددی نوشت که هم برای دانشمندان و هم برای افراد عادی در نظر گرفته شده بود. او تا حد امکان سعی در گسترش پیشگیری‌های صحیح داشت تا وبا، که در سال ۱۸۵۴ جمعیت محلی را از بین برد، جان بیشترین تعداد را نجات دهد. او کمک بزرگی به مردم پورکاری و روستاهای اطراف کرد تا جایی که «خیابان گالگانی» به افتخار او نامگذاری شده است.
نوشته‌های او از او به عنوان یک کاتولیک فداکار و با تقوا، مسلط به لاتین، مطالعه آثار کلاسیک و کتاب مقدس، وفادار نه تنها به پاپ، که در یکی از جزوات خود در مورد او یک مرثیه نوشت، بلکه به میهن خود نیز یاد می‌کنند. این امر با این واقعیت نشان داده می‌شود که او به پسرش انریکو دستور داد تا به جما، پنجمین فرزندش، نام‌های دوم و سوم اومبرتا و پیا را به افتخار اومبرتو اول که تنها دو ماه سلطنت کرده بود و پیوس نهم که تنها یک ماه قبل از تولد قدیسه درگذشته بود، بدهد.

#### والدین
انریکو گالگانی، پدر جما، اهل پورکاری و فرزند ماقبل آخر کارلو و مارگریتا بود. او تحصیلات خود را در رشته شیمی داروسازی در دانشگاه پیزا گذراند. او برای مدت کوتاهی در خانه پدرش مشغول به کار شد اما به زودی با همسرش اورلیا لاندی اهل سن جنارو، که در ۲۵ مه ۱۸۶۸ ازدواج کرده بودند، به بورگو نوو، در مسیر پشیا، نقل مکان کرد. از همسرش تاریخ تولد، ۲۷ اوت ۱۸۴۶، و نام والدینش، پیترو لاندی و ماریا آنا فرانچسکونی، که با نام‌های اورلیا بندتا تعمید یافته بود، را می‌دانیم.
خانواده اورلیا لاندی و انریکو گالگانی، والدین جما گالگانی، مرفه بودند. آن‌ها ویلا و خدمتکار داشتند و همه فرزندانشان در بهترین مدارس آموزش دیدند. اکثر پسران به پیروی از پدرشان که در بورگو نوو داروخانه خود را افتتاح کرده بود، پزشک شدند. انریکو گالگانی مردی متدین و با ایمان توصیف شده است، اما ضعیف و فاقد شخصیت قوی بود، اغلب نسبت به خدمتکاران و فرزندانش که بسیار دوستشان داشت، به ویژه جما و جینو، بیش از حد مهربان بود، همان‌طور که قدیس خود به یاد می‌آورد. خلق و خوی نسبتاً ملایم و سادگی او در امور مالی، پس از مرگ زودهنگام همسرش، باعث شد تا خانواده‌اش دچار پریشانی مالی شدید شوند و به ورشکستگی برسند.

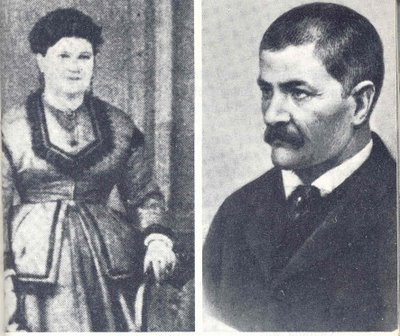
اورلیا لندی و انریکو گالگانی، والدین جما گالگانی

#### همشیره‌ها
زوج گالگانی، در ۱۸ سال زندگی مشترک خود، هشت فرزند، پنج پسر و سه دختر به دنیا آوردند: کارلو، گیدو، اتوره، جینو، تونینو، آنجلینا، جولیت و جما.
کارلو، فرزند ارشد، در ۲ نوامبر ۱۸۶۹ در پورکاری در خانه پدربزرگ و مادربزرگ پدری‌اش به دنیا آمد. می‌دانیم که او در سنین بسیار کم درگذشت و پدربزرگش در سوگ او دعایی طولانی نوشت.
گیدو، دومین فرزند، در ۳۰ مه ۱۸۷۱ در بورگو نوو به دنیا آمد. او نیز مانند پدرش در دانشکده شیمی داروسازی در دانشگاه پیزا تحصیل کرد و مدرک خود را گرفت. او که سال‌ها فقر شدید را پس از ورشکستگی پدرش پشت سر گذاشته بود، موفق شد در بیمارستان مدنی لوکا به عنوان داروساز مشغول به کار شود و بدین ترتیب تا حد امکان از خواهران و برادران متعددش حمایت کند. در سال ۱۸۹۹، او از نظر اقتصادی وضع خود را بهبود بخشید و داروخانه‌ای در سن جولیانو ترمه به دست آورد و در ۲۶ اکتبر همان سال با آسونتا بروجی ازدواج کرد. جما در سال‌های فقر با برادرش مشکلات زیادی داشت و حتی یک بار در یک حمله خشم شدید مورد ضرب و شتم قرار گرفت، در حالی که در روز عروسی، زن برادرش او را به دلیل لباس نامناسبش از جشن بیرون کرد. با این حال، از نامه‌های جما می‌دانیم که روابط او با برادرش چند سال بعد آرام شد و او چندین بار برای ملاقات آنها به سن جولیانو ترمه رفت. او قبل از بئاتیفیه شدن خواهرش بر اثر سرطان کبد درگذشت.
اتوره، سومین فرزند، در ۲۱ مارس ۱۸۷۳ در بورگو نوو به دنیا آمد. اطلاعات بسیار کمی از او داریم، زیرا پس از ورشکستگی پدرش به برزیل مهاجرت کرد. در سال ۱۹۲۲، او با زنی که تنها با او ازدواج مدنی کرده بود و از او دو فرزند داشت، با مراسم مذهبی ازدواج کرد. او در سال ۱۹۲۷ درگذشت. جما، در زمانی که با خانواده جیانینی بود، همیشه در معدود لحظاتی که دربارهٔ خانواده‌اش صحبت می‌کرد، از او یاد می‌کرد.
جینو، که دو سال از جما بزرگتر بود، بدون شک کسی بود که قدیس بیش از همه به او نزدیکتر بود. او در ۵ ژوئن ۱۸۷۶ در بورگو نوو به دنیا آمد و به دلیل ناهنجاری در پایش «کوچک لنگ» نامیده می‌شد. او به عنوان طلبه، در حوزه علمیه دکانال سن میشل این فورو تحصیل می‌کرد. او در ۱۱ سپتامبر ۱۸۹۴ در سن ۱۸ سالگی، قبل از اینکه کشیش شود، مانند مادرش بر اثر بیماری سل درگذشت. این برای خواهرش ضربه سختی بود و او به سختی توانست پس از او زنده بماند.
تونینو، ششمین فرزند پس از جما، اولین کسی بود که در ۱۴ مارس ۱۸۸۰ در لوکا به دنیا آمد. او نیز مانند برادرانش خود را برای تحصیل در رشته شیمی داروسازی آماده می‌کرد، اما به سل مبتلا شد. او مدتی در انبار محصولات شیمیایی جیانینی‌ها کار کرد و کمی بعد، در سن ۲۲ سالگی در ۲۱ اکتبر ۱۹۰۲، یک سال قبل از خواهرش، درگذشت.
آنجلینا، دومین دختر خانواده گالگانی، کسی بود که بیش از همه با خواهرش مخالفت کرد. موارد متعددی وجود دارد که او جما را مورد توهین، کتک و تمسخر قرار می‌دهد: گفته می‌شود که روزی، هنگامی که قدیسه آینده او را به خاطر ایستادن کنار پنجره سرزنش کرد، او برگشت و موهایش را گرفت و تنها دخالت عمه‌اش توانست او را آرام کند. یک بار دیگر، او دوستانش را به خانه دعوت کرد تا خواهرش را که در اتاقش در خلسه دعا می‌کرد، مسخره کنند. هنگامی که جما در خانه جیانینی‌ها ساکن شد، او نیز تصمیم گرفت محل سکونت خود را تغییر دهد و به خانه خانواده بوکیم‌پانه نقل مکان کند. برادران دیگر، به ویژه گیدو، او را بی‌قرار و با رفتاری نه همیشه نمونه‌وار به یاد می‌آورند؛ حتی دادگاه کلیسایی پیزا، در سال ۱۹۲۲، مجبور شد شهادت او را به عنوان مشکوک و بی‌فایده رد کند. کاردینال پیترو مافی، یکی از مسئولان روند قدیس شدن جما، به یاد می‌آورد که آنجلینا برای امرار معاش، شروع به فروش آثار یادگاری خواهرش کرد و از شهرت قداست او سوءاستفاده می‌کرد. او در ۱۱ اوت ۱۹۵۳ در لوکا درگذشت.

#### دوران کودکی
جما گالگانی در ۱۲ مارس ۱۸۷۸ ساعت ۱۸:۳۰ در بورگونوو، منطقه‌ای از کامیلیانو، بخشی از کاپانوری، در استان لوکا، از انریکو گالگانی، داروساز، و اورلیا لاندی به دنیا آمد، او از یکی از قدیمی‌ترین خانواده‌های لوکا بود. خانه محل تولد او در امتداد ویا پشاتینا در حدود ۱۲ کیلومتری شهر قرار دارد. یک لوح کوچک این رویداد را یادآوری می‌کند؛ اتاقی که جما در آن به دنیا آمد به کلیسا تبدیل شده و کل ساختمان به یتیم‌خانه تبدیل شده است.
روز بعد از تولد، او توسط دون پیترو کوئیلچی، کشیش کلیسای سن میشل، در بخش کامیلیانو تعمید داده شد. در بایگانی کلیسا آمده است:
«در ۱۳ مارس ۱۸۷۸، جما اومبرتا پیا از انریکو، فرزند کارلو گالگانی اهل پورکاری، ساکن کامیلیانو، و اورلیا لاندی، زوج قانونی، در ۱۲ مارس ساعت ۶:۳۰ بعدازظهر به دنیا آمد؛ توسط من امضاکننده تعمید یافت، با حضور اورسولا ماسئی، قابله سگرومینیو، طبق آداب و رسوم مادر کلیسا.»
در مورد انتخاب نام اول، حکایت جالبی وجود دارد که توسط اکثر زندگی‌نامه‌نویسان قدیسه ذکر شده است: پدربزرگ کارلو، همان‌طور که قبلاً گفته شد، می‌خواست که نوزاد اومبرتا پیا نامیده شود، به افتخار پادشاه تازه به تخت نشسته و پاپ درگذشته. اما عموی پدری، مائوریتسیو، نام اول، جما را انتخاب کرده بود. این نام به مذاق مادر، اورلیا، خوش نیامد زیرا طبق آنچه او می‌دانست، هیچ قدیسی در بهشت با این نام وجود نداشت. خانم گالگانی تنها پس از دخالت کشیش کلیسا، دون اولیو دینلی از گرانانیو، که برای مادر آرزو کرد دخترش واقعاً بتواند قدیس شود و بدین ترتیب آن جای خالی را در بهشت پر کند، متقاعد شد.

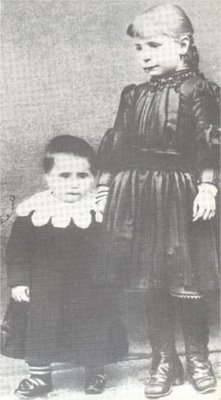
جما گالگانی در ۷ سالگی به همراه خواهرش آنجلینا

تنها یک ماه پس از تولد، در آوریل ۱۸۷۸، گالگانی‌ها به لوکا در ویا دئی بورگی نقل مکان کردند، جایی که چند سال بعد تونینو، آنجلینا و جولیا به دنیا آمدند. پدر امیدوار بود که با خرید یک داروخانه سود اقتصادی بیشتری کسب کند و تحصیل فرزندان را آسان‌تر کند، زیرا مدارس معتبری در کاپانوری وجود نداشت.
در سال ۱۸۸۰، در دو سالگی، جما کوچک شروع به حضور در مهدکودک خصوصی خواهران النا و ارسیلیا والینی، در پیاززا سن فرانچسکو کرد. آنها شهادت دادند که کودک از همان دوران کودکی، فداکاری خاص و روحیه دعای بسیار توسعه یافته، و همچنین ذکاوت و هوشیاری از خود نشان داد: «... استفاده از عقل و هوش زودرس را نشان داد، زیرا توانستیم بلافاصله دعاهایی را به او بیاموزیم که بیست و پنج دقیقه طول می‌کشید بدون اینکه هرگز خسته شود.» همزمان با خواهران والینی، دوست خانوادگی، ایزابلا باستیانی، به جما و برادرش جینو کاتکیسم آموزش می‌داد، در حالی که مادر و مربی شارلوت لاندوچی عمدتاً به او اولین مراسم عبادی، خواندن و نوشتن را آموزش می‌دادند. این اتفاق بین سال‌های ۱۸۸۴ و ۱۸۸۵ افتاد. پدر جرمانو روئوپولو، پدر روحانی آینده‌اش، بعدها، بر اساس شهادت‌های معتبر، نوشت که کودک در پنج سالگی کاملاً می‌توانست سرودهای مریم مقدس و درگذشتگان را بخواند.

#### مرگ مادر
سلامتی از قبل شکننده اورلیا لاندی به شدت بدتر شد. او که به سل مبتلا بود، مجبور شد در بستر بماند تا زمان مرگ، و تنها در موارد استثنایی می‌توانست بلند شود. این یک ضربه بزرگ برای خانواده بود، زیرا فرزندان هنوز خردسال بودند و پزشکان مرگ او را قطعی می‌دانستند. در زندگی‌نامه خود، که به دستور پدر جرمانو نوشته شده است، او هنوز با درد عمیقی آن لحظات وحشتناک را به یاد می‌آورد. او که مجبور بود برای عید تأیید آماده شود، حتی یک راهبه را مجبور کرد تا در کنار بستر مادرش به او کاتکیسم آموزش دهد، زیرا نمی‌خواست از او دور شود، و می‌ترسید که هر لحظه مادرش بمیرد.
در ۲۶ مه ۱۸۸۵، در کلیسای سن میشل این فورو، اسقف نیکولا گیلاردی، اسقف اعظم لوکا، sacrament تأیید را به او اعطا کرد. پس از مراسم، که سه شنبه پس از عید پنجاهه برگزار شد، در حالی که عمه‌اش النا در مراسم عشای ربانی شرکت داشت، جما برای اولین بار در زندگی خود آنچه در الهیات عرفانی به آن «سخن درونی» گفته می‌شود، یک صدای درونی، را شنید:
ناگهان صدایی در قلبم گفت: "آیا می‌خواهی مادرت را به من بدهی؟" "بله - پاسخ دادم - اما اگر من را هم با خود می‌بری." "نه - همان صدا تکرار کرد - مادرت را با میل و رغبت به من بده. تو اکنون باید با پدرت بمانی. او را به بهشت خواهم برد، می‌دانی؟ آیا با میل و رغبت او را به من می‌دهی؟" مجبور شدم بله بگویم.
به توصیه پزشکان، کودکان به زودی از مادر دور شدند. او در ۱۷ سپتامبر ۱۸۸۶ در ویا دئی بورگی شماره ۶۸ درگذشت. جما در آن ماه‌ها در خانه خاله و دایی مادری خود، آنتونیو و النا لاندی، در سن جنارو (بخشی از کاپانوری) به سر می‌برد. او که دو ماه پس از عید تأیید توسط پدرش به آنجا برده شده بود، زیرا پدرش می‌ترسید که او نیز بیمار شود، خبر مرگ مادرش را در آنجا دریافت کرد. خاله‌اش النا، با یادآوری این رویداد، با تأکید دراماتیک گفت که کودک در ابتدا نمی‌خواست این واقعیت را باور کند و بی‌حرکت به او خیره مانده بود. او در کریسمس ۱۸۸۶ به خانواده بازگشت.

#### سال‌های مدرسه
مدت کوتاهی پس از بازگشت به خانه، انریکو گالگانی تصمیم گرفت دخترش را به ادامه تحصیل وادارد و ابتدا او را به مدرسه خانم‌های منکاچی و سپس به مدرسه شهرداری با معلم باربارا پولی، در سنین ۱۰ و ۱۱ سالگی، برد.
در آماده‌سازی برای عید قربان، در ابتدای سال ۱۸۸۷ به خواهران پرستار روح‌القدس، که توسط خواهر هلنا گرا (بئاتیفیه شده در سال ۱۹۵۹) تأسیس شده بودند، رفت تا در آنجا کاتکیسم را بیاموزد. همان‌طور که جما در زندگی‌نامه خود روایت می‌کند، آن ماه‌ها تأثیر معنوی قوی داشتند؛ در ماه ژوئن، دو هفته قبل از عید قربان، و دقیقاً از ۶ ژوئن، در دوره عبادت روحانی در صومعه شرکت کرد.
در آنجا، ملاقات با کامیلا والیئنس، راهبه‌ای از پرستاران، بسیار مهم بود. او اغلب قسمتی از انجیل و به ویژه مصائب یسوع مسیح را برای جما توضیح می‌داد که چنان دختر را تحت تأثیر قرار داد که باعث تب شدید او شد و او را مجبور کرد یک روز کامل در بستر بماند. این راهبه یک سال بعد، در سال ۱۸۸۸، درگذشت، و جما در طول تحصیلات خود در این مؤسسه او را دوباره ندید. در طول این دوره، او همچنین فرصت یافت تا با اسقف جووانی ولپی آشنا شود که بعدها اعتراف‌کننده و راهنمای روحانی او شد.
پس از آماده‌سازی معنوی برای این رویداد، جما آن لحظات را زیباترین لحظات زندگی خود توصیف کرد، این اولین ملاقات با عشای ربانی بود، آیینی که او همیشه به آن وابسته بود، به طوری که اسقف ولپی، که مدیر عادی او شده بود، به او اجازه داد سه بار در هفته آن را دریافت کند، چیزی که در آن زمان معمول نبود. اولین عید قربان جما در ۱۷ ژوئن ۱۸۸۷، جشن قلب مقدس یسوع، در کلیسای زیتاین، به‌طور باشکوهی در کلیسای جامع او، سن فردیانو، در ۱۹ همان ماه برگزار شد؛ یک لوح در ورودی کلیسای سانتا زیتا این رویداد را یادآوری می‌کند.
در سال ۱۸۸۹، او به عنوان دانش‌آموز در مؤسسه پرستاران شروع به تحصیل کرد و روابط قوی با راهبه جولیا سستینی برقرار کرد که، مانند خواهر کامیلا قبل از او، شروع به دعوت او به تعمق و مراقبه در مورد دردهای مسیح در طول مصائبش کرد، و همچنین دستورهایی برای بهبود در تواضع و توبه‌های کوچک به او می‌داد. رابطه آنها حتی پس از ترک مؤسسه توسط جوان، قوی باقی ماند، هرچند که کمتر همدیگر را می‌دیدند. خود راهبه شهادت می‌دهد که جما، کمی قبل از مرگش، از او سراغ گرفت، اگرچه این خبر زمانی به او رسید که او دیگر از دنیا رفته بود.
در مقطع بالاتر، جما گالگانی جوان همچنین شاگرد خواهر هلنا گرا بود که به او ایتالیایی، فرانسوی، تاریخ مقدس و تاریخ کلیسا را آموزش می‌داد و زمانی که پدرش ورشکست شد، گالگانی را از پرداخت شهریه ماهانه معاف کرد. گرا بعدها شاگرد درگذشته خود را «بسیار ساکت و همیشه مطیع» توصیف کرد. تا آنجا که می‌دانیم، بنیانگذار پرستاران علاقه زیادی به این جوان داشت، اما دو تن از خواهران او، خواهر جسوآلدا پترونی و خواهر الیسا پیری، نه تنها جما را تحقیر می‌کردند و او را ریاکار می‌خواندند، بلکه حتی موفق شدند زمانی که او درخواست پذیرش در صومعه را کرد، او را نپذیرند.

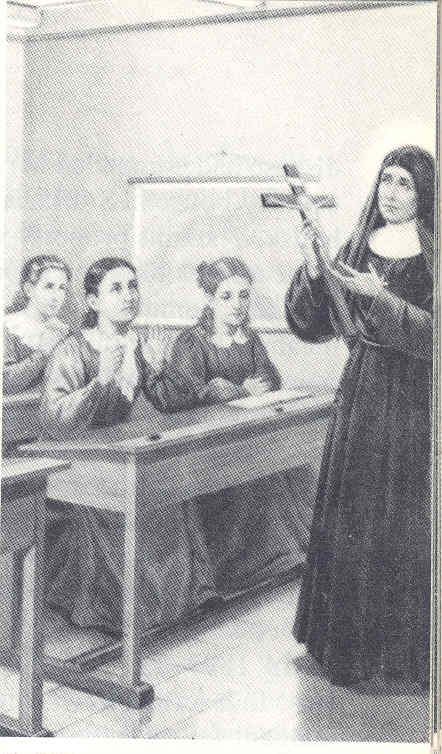
جما گالگانی در طول درس‌های هلنا گوئرا متبارک

#### سال‌های پردرد
رنج کشیدن، عشق‌ورزیدن را می‌آموزد.— جما گالگانی

#### مرگ برادر جینو
پس از سکونت در ویا دئی بورگی، جایی که اورلیا لاندی درگذشت، خانواده گالگانی ابتدا به ویا دگلی آنجلی شماره ۵ و سپس به ویا استریگی شماره ۶ نقل مکان کردند، جایی که یکی از دردناک‌ترین سال‌ها برای جوان لوکا به وقوع پیوست: در ۱۱ سپتامبر ۱۸۹۴، برادرش جینو، که دو سال بزرگتر از او بود، درگذشت. او در حوزه علمیه سن میشل این فورو مشغول تحصیل بود و مانند مادرش، در سن هجده سالگی بر اثر سل از دنیا رفت.
جما به او بسیار دلبسته بود، خودش در زندگی‌نامه‌اش به این موضوع شهادت می‌دهد. مرگ برادر برای او یک فروپاشی عمیق بود، او سعی کرد با استفاده از لباس‌های او بیمار شود به طوری که پس از یک ماه، به دلیل عفونت مجبور به بستری شدن شد. پس از حدود سه ماه بهبود یافت اما هنوز به شدت ضعیف بود و از شرکت در کلاس‌های زیتاین منع شد، بنابراین تحصیلاتش در سال چهارم متوقف شد. با این وجود، او تلاش کرد تا در کلاس‌های شبانه مدارس مذهبی شرکت کند، جایی که در سال‌های ۱۸۹۳–۱۸۹۴، به دلیل پیشرفت خاص خود در کاتکیسم مذهبی، جایزه مدال طلا را دریافت کرد.

### مرگ پدر و بحران مالی
بیماری همسر، پزشکان و داروهای بسیار گران، همراه با وام‌های نسنجیده، به زودی انریکو را به ورشکستگی کشاند. او که توسط طلبکاران محاصره شده بود، قبلاً کلبه سانتا ماریا دل جودیچه و یکی از خانه‌های لوکا را فروخته بود، اما این کافی نبود، مصادره اموال منقول و غیرمنقول آغاز شد و خانواده گالگانی در یک اتاق بزرگ کاملاً خالی خوابیدند در حالی که مسئولان اجرایی اتاق خواب‌ها را قفل کرده بودند. انریکو و فرزندانش که مجبور بودند با کمک خیرین زندگی کنند، تلاش کردند تا مایحتاج خود را فراهم کنند؛ جما در آن دوره شروع به کار در یک مدرسه خیاطی در ویا نووا کرد. آن زمان آنها در ویا سن جورجو، خانه‌ای نه فقیرانه بلکه محقر زندگی می‌کردند.
در همین‌جا بود که در ۱۱ نوامبر ۱۸۹۷، انریکو گالگانی بر اثر سرطان گلو درگذشت. وضعیت مالی ناامیدکننده شد، طلبکاران به خانه متوفی هجوم آوردند و هر آنچه را که برای یتیمانش باقی مانده بود، بردند. خود جما بعدها روایت کرد: «دستشان را در جیبم کردند و آن پنج یا شش سکه، پول، را که داشتم، از من گرفتند.» به‌طور غیرمنتظره، در حالی که اعضای باقی‌مانده خانواده شروع به ناامیدی کردند، جوان خونسرد و مصمم باقی ماند و برادرانش را تشویق کرد که تسلیم نشوند. ظاهراً غلبه بر مرگ جینو به او کمک کرده بود تا از درون رشد کند.
روز بعد از مرگ پدر، خواهرش، کارولینا گالگانی، همسر دومنیکو لنچیونی، تاجر اهل کامایوره، جما نوزده ساله را به سرپرستی گرفت و او را کمی کمتر از یک سال نزد خود نگه داشت. در آنجا، جایی که او اغلب در دوران کودکی به آنجا می‌رفت، روزهای خود را در فروشگاه پارچه‌فروشی دایی‌اش با پسرعموهایش روزا و لوئیجی بارتولونی می‌گذراند. روبروی مغازه دایی‌اش، جوانی به نام رومئو دال لوکه در داروخانه‌ای کار می‌کرد که با دیدن جما زیبا که هر روز برای رفتن به کلیسای بادیا از آنجا می‌گذشت، عاشق او شد و با کمک خدمتکار خانواده لنچیونی، ساندرا بالسوآنی، به هر طریق ممکن سعی کرد او را به دست آورد. جما که دیگر زندگی مذهبی را انتخاب کرده بود، نه تنها از توجهات جوانک بلکه به ویژه از شایعات روستا که از آنها بسیار آزرده بود، ناراحت شد و تصمیم گرفت با رومئو مذکور در باغچه عمه‌اش با یک شاهد ملاقات کند:
«جوان بلافاصله به دیدن جما در محل مشخص شده رفت. من در گفتگو شرکت نکردم چون پیش عمه رفتم تا آنچه را اتفاق افتاده بود تعریف کنم؛ اما بلافاصله پس از آن، دوباره به باغ گیوی‌زونا رفتم تا جما را بردارم. همه چیز تمام شده بود؛ جوان به داروخانه بازگشته بود، و جما که همیشه با گیوی‌زونا همراه بود، به محض دیدن من فریاد زد: "دیدی چطور از شرش خلاص شدم؟ من کاملاً متعلق به یسوع هستم و فکر و علاقه من همه و تنها برای اوست."»
سرنوشتی مطمئناً بهتر نصیب پسر پزشک روستا، جیرولامو برتوزی، نشد که نامه‌ای را که به عمویش فرستاده بود تا جما را برای ازدواج خواستگاری کند، به او بازگردانده شد. جما که از چنین توجهاتی، که در واقع برای دختری در سن او کاملاً طبیعی بود، کلافه شده بود، تصمیم گرفت کامایوره را ترک کند و به لوکا، نزد عمه الیزا بازگردد.

### بیماری شدید

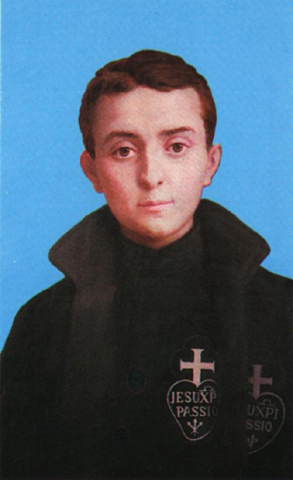
قدیس گابریل بانوی اندوه‌ها، که جما گالگانی ارادت زیادی به او داشت

فقر شدیدی که گالگانی‌ها با آن روبرو بودند، آنها را مجبور کرد به منطقه پرجمعیت ویا دل بیشونه (که بعدها به ویا سانتا جما گالگانی تغییر نام یافت) شماره ۳۱ نقل مکان کنند. جما جوان از همان کامایوره شروع به احساس دردهای شدید در کلیه‌هایش کرده بود که او را مجبور می‌کرد خمیده راه برود، اما پس از بازگشت به لوکا، هیچ قصدی برای مراجعه به پزشک نداشت. تنها زمانی مجبور به این کار شد که پاهایش دیگر او را یاری نکردند و فلج شدند: او به التهاب استخوان مهره‌های کمری با آبسه سرد بعدی در کشاله ران مبتلا بود. اما رنج‌هایش به پایان نرسیده بود، درد غیرقابل تحمل در سر نیز اوتیت میانی چرکی حاد با درگیری ماستوئید را نشان داد. او دیگر نمی‌توانست چیزی جز کمی آبگوشت یا شیر بخورد، موهایش را از دست داده بود، در بستر بیماری افتاده و نزدیک به مرگ بود. آخرین آیین‌های مقدس و توشه راه به او داده شد، اما او هنوز هوشیار بود، آنچه پزشکان به خانواده‌اش گفته بودند را به خوبی می‌فهمید.
در طول دوره بیماری، جما لوکایی با گابریل دلادوراتا، که در آن زمان درگذشته و قابل احترام بود، در تماس بود، و شخصیت او تمام زندگی‌اش را همراهی می‌کرد. این معلم جولیا سستینی بود که بارها به دیدن او می‌آمد و دربارهٔ او با جما صحبت می‌کرد؛ او همچنین به الیزا گالگانی پیشنهاد داد که چند تصویر و یادگاری از قدیس را از خانم سسیلیا جیانینی بگیرد، که خانواده‌اش معمولاً کشیشان پاسیونیست در حال عبور را میزبانی می‌کردند. از همان خانم، جما زندگینامه او را نیز دریافت کرد که ابتدا به دلیل سردردهای مکرر از خواندن آن خودداری کرد، اما بعدها آن را بسیار دوست داشت و به فضایل و نمونه‌های او تحسین کرد. این‌ها، همان‌طور که او در گزارش نوشته شده پس از بهبودی روایت می‌کند، بارها به او ظاهر شدند، و با او دعا کردند و او حضور جسمی، گرمای دست‌ها و حتی نفس آنها را بر روی صورتش حس می‌کرد.

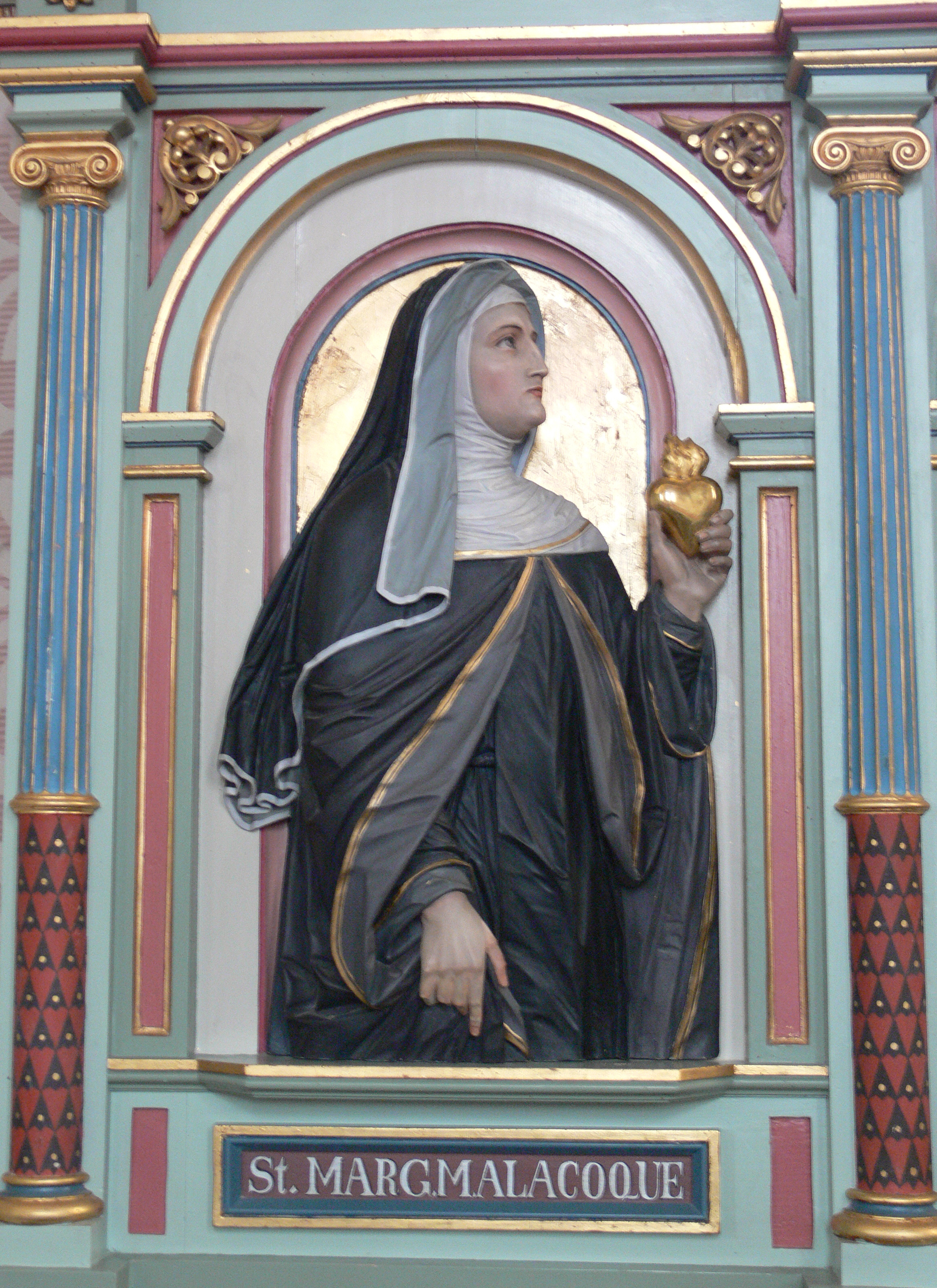
مارگریتا ماریا آلاکوکه

جولیا سستینی، با توافق با اعتراف‌کننده جما، جووانی ولپی، به او توصیه می‌کند که نه روزه به قدیسه مارگریتا ماریا آلاکوکه (در آن زمان فقط مورد احترام بود) بخواند، نه روزه‌ای که جوان با سختی به پایان رساند، زیرا اغلب به دلیل بیماری و دلسردی ناخواسته آن را فراموش می‌کرد. در حالی که آماده می‌شد تا نه روزه را بخواند، «سخن درونی» را مانند آنچه کمی قبل از مرگ مادرش شنیده بود، حس کرد، که از او می‌پرسید آیا می‌خواهد بهبود یابد. او نسبت به این درخواست بی‌تفاوت بود، نمی‌دانست چه چیزی برایش بهتر است، شفا یابد یا نه؛ صدا به او قول داد که به زودی با سلامتی کامل برمی‌خیزد، چیزی که به‌طور مرموزی اتفاق افتاد: جما شفا یافته از بستر بلند شد، پزشکان شگفت‌زده شدند، و به او دستور داده شد که گزارشی از آنچه در آن روزها دیده یا حس کرده بود، بنویسد.
همان‌طور که آرزو می‌کرد، به محض بهبودی، در ۱ مه ۱۸۹۹ به صومعه ویزیتاندین در لوکا رفت تا در یک دوره تمرینات روحانی شرکت کند، با آرزوی پیوستن به این فرقه مذهبی، در قدردانی از مارگریتا آلاکوکه، که عضوی از آن فرقه بود، و به واسطه شفاعت او شفا یافته بود. اما در آنجا اصلاً احساس راحتی نکرد: او که توسط خود راهبه‌ها و همچنین تمام شهر به عنوان «دختر بچه معجزه» شناخته می‌شد، حتی آرامش برای دعا کردن را هم نداشت. با این وجود، ترجیح می‌داد در آنجا بماند تا به خانه بازگردد، اگرچه این زندگی را برای خود بیش از حد راحت و نامناسب برای روح توبه‌کارش می‌دانست. او مجبور شد به زودی آن روزها را فراموش کند، زیرا به دلیل سلامتی نامساعد و وضعیت مالی ضعیف خانواده برای تأمین مهریه‌اش، مجبور شد به کلبه فقیرانه در ویا دل بیشونه بازگردد.

### مهمان‌نوازی خانواده جیانینی

#### اولین ملاقات‌ها با خانواده
در آماده‌سازی برای سال یوبیلی ۱۹۰۰، به دستور صریح پاپ لئو سیزدهم، گروهی از کشیشان پاسیونیست از ۲۵ ژوئن تا ۹ ژوئیه ۱۸۹۹ در کلیسای جامع سن مارتینو موعظه کردند که در طول دوره تمرینات روحانی جمعیت زیادی را به خود جذب کرد. جما گالگانی ابتدا ترجیح داد به موعظه‌های پدر مولیناری در کلیسای کوچک ویزیتاندین‌ها برود، اما بعدها تصمیم گرفت به آنجا برود و از دیدن کشیشان مذکور با لباس‌هایی مشابه سن گابریل دلادوراتا شگفت‌زده شد. او که مجذوب موعظه‌های آنها شده بود، تصمیم گرفت با یکی از آنها، ایگناتسیو واکی، صحبت کند، اما نتوانست با او ارتباط برقرار کند؛ بنابراین به پدر گائتانو گویدی روی آورد که چندین بار با لذت به او گوش داد. همین شخص به او اجازه داد برای اولین بار سه نذر فقر، عفت و اطاعت را از ۵ ژوئیه تا ۸ سپتامبر انجام دهد و بعداً آنها را تجدید کند.
یسوع، یسوع، مرا در تمام دردهایت شریک کن. رنج بکشم درحالیکه عشق می‌ورزی، رنج بردن برای یسوعی که دوستش داری، و درحالیکه رنج می‌کشم برای یسوع بمیرم.— جما گالگانی

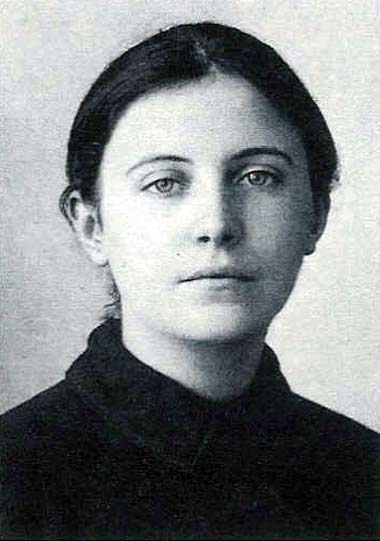
قدیس جما

در آن دوره بود که جما با سسیلیا جیانینی سالخورده، خواهر داروساز ماتئو جیانینی، آشنا شد که با خانواده پرجمعیت خود (همسر و دوازده فرزند، و همچنین معلم خصوصی و سه خدمتکار) زندگی می‌کرد. این دو در ماه ژوئن در کلیسای ویزیتاندین‌ها با هم آشنا شدند، دوستش پالمیرا ولنتینی آنها را به هم معرفی کرد. خانم سسیلیا که جما را به عنوان «دختر بچه معجزه» می‌شناخت، او را به خانه دعوت کرد تا داستان این رویداد را برایش تعریف کند. او از این جوان، که بسیار محتاط و ساکت بود، بسیار تحت تأثیر قرار گرفت و بلافاصله به او علاقه‌مند شد. این رابطه تنها بعدها به لطف خود پدر گائتانو که خانواده جیانینی را به خوبی می‌شناخت، زیرا آنها معمولاً پاسیونیست‌ها را در طول مأموریت‌هایشان میزبانی می‌کردند، عمیق‌تر شد.
جما شروع به رفت و آمد به خانه جیانینی، واقع در ویا دل سمیناریو شماره ۶ کرد، و همه، به ویژه کودکان، شروع به علاقه‌مند شدن به او کردند، تا اینکه خانم سسیلیا از خاله‌های جما خواست که او را به‌طور دائم میزبانی کنند. او سپس برای جیانینی‌ها عضوی جدید از خانواده شد، سال‌های مهم زندگی کوتاه خود را با آنها گذراند، و نمونه‌ای از ایمان را ارائه داد که اوفمیا جما جیانینی به ویژه جذب آن شد. از سوی دیگر، بازماندگان گالگانی دیگر از هم جدا شده بودند، اتوره به آمریکا رفته بود، گیدو در بیمارستان مشغول به کار شده بود در حالی که بقیه به دلیل بیماری‌هایی که تا پایان خانواده قدیسه را درگیر کرده بود، روز به روز ضعیف‌تر می‌شدند.

### سال‌های زندگی در خانه جیانینی

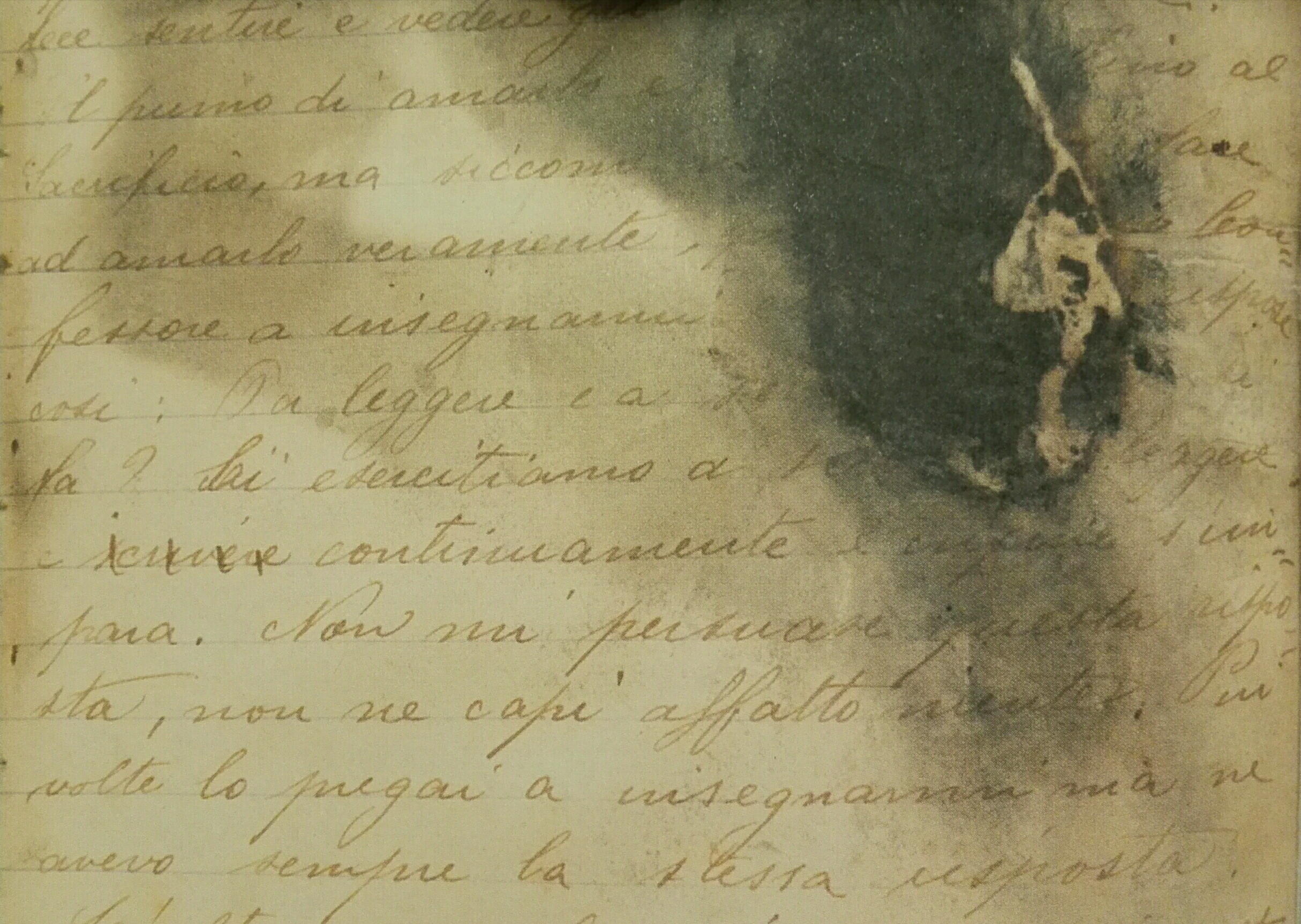
جزئیات صفحه‌ای از زندگینامهٔ قدیس جما گالگانی، که جای سوختگی‌های شیطان را نشان می‌دهد

در آن سال‌ها، او با پدر جرمانو روئوپولو، کشیشی با یک راهبانی سختگیرانه پاسیونیست، آشنا شد که اعتراف‌کننده کشیشی جما و همچنین پدر روحانی او شد. به دستور پدر جرمانو، جما بین فوریه و مه ۱۹۰۱ زندگی‌نامه خود، «دفترچه گناهان من» را نوشت.
در این دوره، جما به‌طور مداوم به کلیسای سانتا ماریا دلا روزا، واقع در لوکا در ویا دلا روزا، می‌رفت. او عادت داشت روی نیمکت کنار ورودی کلیسا بنشیند، نیمکتی که هنوز هم قابل مشاهده است. در این کلیسا، جما هر سال در سالگرد مرگ زودهنگامش گرامی داشته می‌شود.
در این دوره است که جما گالگانی می‌گوید با شیطان مبارزه می‌کند که زخم‌ها و کبودی‌ها را بر بدن او باقی می‌گذارد، "دفترچه گناهان": سنت بر این باور است که برخی از سوختگی‌های موجود در صفحات به خود شیطان نسبت داده می‌شود. این زندگی‌نامه در واقع مورد تنفر شیطان بود زیرا او خیری را که می‌توانست برای ارواح انجام دهد، می‌دید.
در سال ۱۹۰۲، جما ادعا می‌کند که یسوع، در یک مکالمه وجد، به او اطلاع داده است که مایل به تأسیس یک صومعه در لوکا برای راهبه‌های پاسیونیست است، و او شروع به صرف تمام تلاش خود برای تأسیس این صومعه می‌کند، اما این اتفاق تنها چند ماه پس از مرگ او رخ می‌دهد.
دوره عید پنجاهه سال ۱۹۰۲ شاهد بدتر شدن سلامتی جما گالگانی بود. در ۲۱ سپتامبر ۱۹۰۲ به شدت به سل مبتلا شد. جما در حال احتضار گفت که در شب جمعه نیک با یک خلسه دردناک روبرو شده است، و سپس در حدود ساعت ۱۳:۳۰ در ۱۱ آوریل ۱۹۰۳، شنبه مقدس، درگذشت. او تنها ۲۵ سال داشت.
جسد او با لباس پاسیونیست پوشانده می‌شود، فرقه‌ای که او مایل بود به آن بپیوندد. بقایای او در صومعه راهبه‌های پاسیونیست در لوکا نگهداری می‌شود.

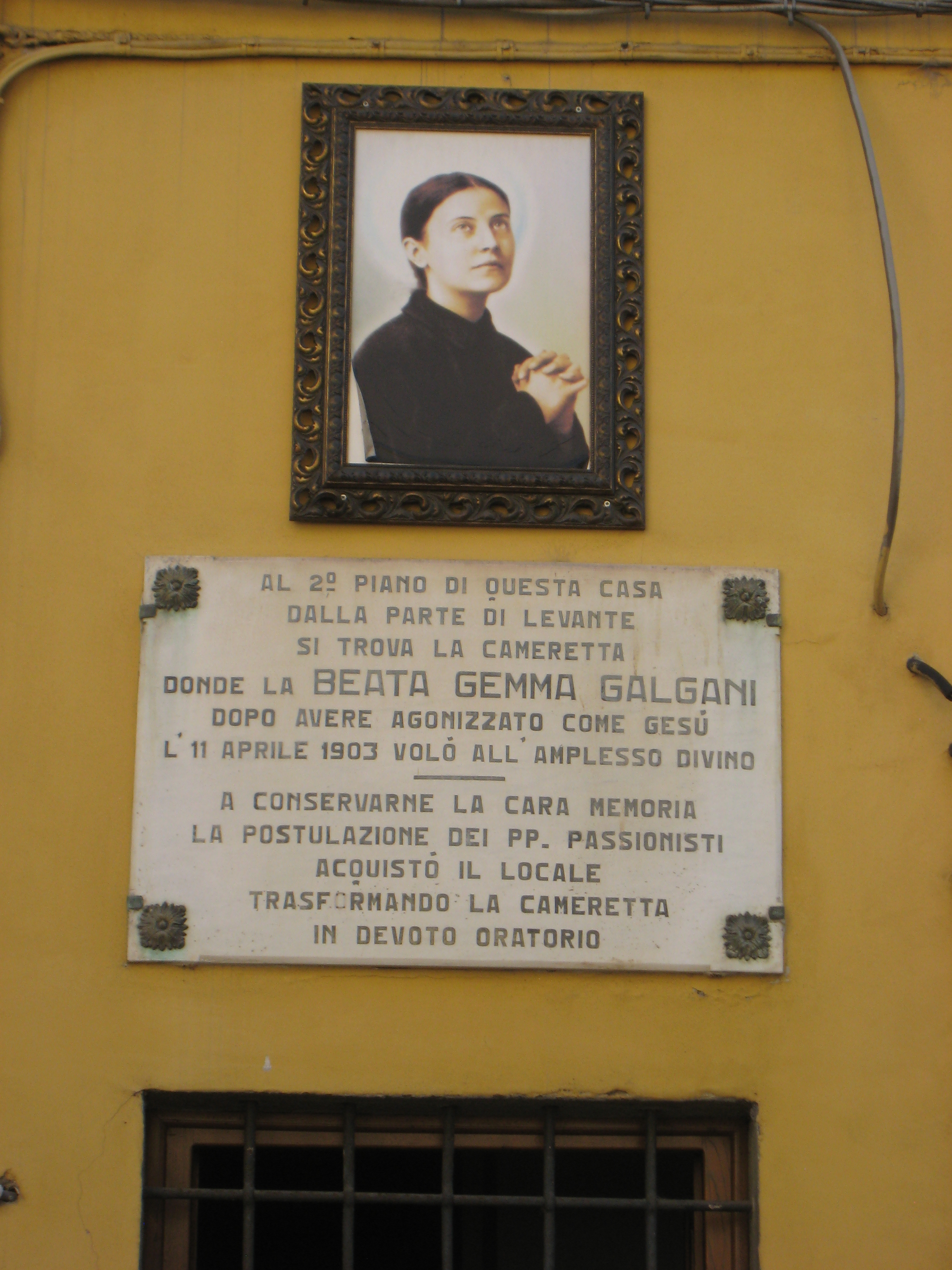
یک پرتره و یک پلاک در لوکا ورودی خانه‌ای که قدیس در آن زندگی کرده و درگذشته است

بندهای عشقت چنان قوی است که من نمی‌توانم از آن خارج شوم… آزادی را به من بده: من تو را همه جا دوست خواهم داشت، همیشه تو را جستجو خواهم کرد.— جما گالگانی

## آیین و پرستش
در ۲ اکتبر ۱۹۰۳، پیوس دهم فرمان تأسیس صومعه پاسیونیست در لوکا را امضا کرد؛ اولین راهبه‌ها در سال ۱۹۰۵ به صومعه رسیدند. در سال ۱۹۰۷، پدر جرمانو اولین زندگی‌نامه جما گالگانی را نوشت. در سال ۱۹۱۷، روند قانونی برای به رسمیت شناختن قداست جما گالگانی آغاز شد؛ در ۱۴ مه ۱۹۳۳، بئاتیفیه او انجام شد.
در همان روز، در روستای کوچک لاپانو، در استان کوزنتسا، الیزا اسکارپلی کوچک از یک زخم چرکی روی صورت (لوپوس ولگاریس، تشدید شده توسط آدنیت زخمی) تنها با استفاده از یک تصویر کوچک از قدیس جما شفا یافت.
دو سال بعد، در عصر ۳۰ مه ۱۹۳۵، در همان روستا و در همان خانواده، معجزه دوم اتفاق افتاد، با بهبودی معجزه آسای و فوری ناتاله اسکارپلی، که مدت‌ها بود از یک شکل بسیار شدید زخم وریدی در پایش رنج می‌برد.
واسطه در دو شفای معجزه آسا، عارف پاسیونیست لاپانی، ماریا اسکارپلی (دخترعموی الیزا، اولین شفا یافته، و دختر ناتاله، دومین شفا یافته) بود، دختر روحانی اسقف اوجنیو رافائله فاجیانو، که پس از الگو قرار دادن جما در زندگی زاهدانه/عارفانه خود، به هر طریق ممکن برای گسترش آیین او تلاش کرده بود.
بنابراین، جما گالگانی در ۲ مه ۱۹۴۰ توسط پیوس دوازدهم قدیس شد که او را «ستاره» پاپ بودن خود نامید. در طول زندگی‌اش، قدیس جما عادت داشت سه سلام بر مریم مقدس را به افتخار لقاح پاک مریم، با گذاشتن دستانش زیر زانوهایش، بخواند.
آیین قدیسه جما منجر به تأسیس مجمع مبلغان خواهران قدیسه جما شد که در مجمع پاسیونیست گنجانده شد.

### تجربیات عرفانی
برخی از تجربیات عرفانی که سنت عبادی به جما در طول خلسه‌های او نسبت می‌دهد:
- تعریق خون
- تاجگذاری خار
- تازیانه زدن
- استفراغ خون
- توهین، آب دهان انداختن و تمسخر (توسط شیطان)
- مصلوب‌شدن

قدیسه جما شک داشت: بارها، در طول ظاهر شدن فرشته، می‌ترسید که شیطان در ظاهر فرشته باشد و به همین دلیل با پدر روحانی خود (پدر جرمانو) مشورت کرد، که به او گفت: «این کار را بکن، وقتی فرشته را دیدی، به او تف کن، و ببین چگونه واکنش نشان می‌دهد.» او، دفعه بعد، همان کاری را کرد که پدر جرمانو پیشنهاد کرده بود، و روی زمین یک گل رز سفید ظاهر شد، با حروف طلایی که به معنای واقعی کلمه می‌گفت: «از عشق همه چیز دریافت می‌شود.» پدر جرمانو، سیزده روز پس از مرگ جما، دستور کالبدشکافی داد: وقتی قفسه سینه جما را باز کردند، قلب ظاهر شد و وقتی آن را بریدند، خون زنده از آن جاری شد که روی میز جراحی می‌ریخت، با تعجب همه. او در سال ۱۹۴۰ توسط پاپ پیوس دوازدهم به دلیل شفاهای معجزه‌آسایی که به او نسبت داده شده است، قدیس اعلام شد و اصالت زخم‌های مقدس او توسط کلیسای کاتولیک به رسمیت شناخته شده است.

### زخم‌های مقدس (استیگماتا)
جما گالگانی در دفتر خاطرات خود می‌نویسد که اولین تجربیات عرفانی خود را در سال ۱۸۹۹، پس از نذر عفت، تجربه کرده است.
در ۸ ژوئن همان سال، نشانه‌های زخم‌های مقدس (استیگماتا) روی دست‌ها، پاها و پهلویش ظاهر شد: جما می‌گفت که هر پنجشنبه به یک خلسه دردناک فرومی‌رود، و تا صبح شنبه خونریزی شدیدی می‌کند، زمانی که زخم‌ها خود به خود بسته می‌شوند و تنها نشانه‌های کوچکی باقی می‌مانند.
در مورد این «پدیده مرموز»، همان‌طور که پیوس دوازدهم در فرمان قدیس شدن او تعریف کرد، اعتراف‌کننده او، اسقف جووانی ولپی، شک داشت. او پس از مشورت با دکتر پیترو فانر، معتقد بود که «پدیده‌های خارق‌العاده» مرتبط با جما گالگانی به دلیل هیستری بوده است. اما اسقف ولپی، بعدها، اعتراف کرد که اشتباه کرده است.

### شهادت خواهر جسوآلدا (آدلاید از خاندان ساردی)
من جما گالگانی را از دور می‌شناختم؛ بارها در انتظارهای طولانی در کنار او در اعترافگاه اسقف ولپی بودم، اما او برایم همدردی الهام نمی‌کرد. هرگز شخصاً او را نشناختم و با او صحبت نکردم، زیرا خانواده‌های ما با هم ارتباطی نداشتند. می‌دانستم که او دختری فقیر است که از سر صدقه توسط خانواده جیانینی پذیرفته شده بود و از مارگریتا ماریا مقدس فیض دریافت کرده بود. یک روز دوستی دربارهٔ او به من گفت: "او یک جوجه سرد است. اگر اینجا بگذاریش، اینجا می‌ماند؛ اگر آنجا بگذاریش، آنجا می‌ماند"، و این بر همدردی من با او نیفزود. یک روز، به‌طور اتفاقی، او را خندان دیدم: جذابیت آن لبخند مرا تحت تأثیر قرار داد؛ همیشه در ذهن و قلبم باقی مانده است. این تمام چیزی است که از او برایم باقی ماند، تمام چیزی که آن زمان از او می‌دانستم. اما کسانی که در من همدردی بسیار زیادی ایجاد می‌کردند، دو خواهر بودند: آنتا و اوفمیا جیانینی. در ملاقات با یکدیگر، حتی بدون آشنایی، سلام‌های دوستانه به هم می‌دادیم. برای من، وقتی آن گروه کوچک را از دور می‌دیدم، یک شادی بود، و هرگونه تحریک یا آشفتگی درونی که احساس می‌کردم، در آن ملاقات به‌طور معجزه‌آسا آرام می‌شد. من آن را به دیدن آن دو موجود شیرین نسبت می‌دادم، نه به قدیسی که با آنها بود. اکنون می‌فهمم که این آرامش را او بود که در من القا می‌کرد. پس از مرگ جما، در مورد او به عنوان یک قدیسه صحبت کردند و این خبر مرا تحت تأثیر قرار داد. سپس نظرات مختلفی به سراغم آمدند؛ اما سقوط نهایی را کسی رقم زد که می‌خواست و باید مرا به دوست داشتن او وامی‌داشت. این شخص، به دلیل مجموعه‌ای از شرایط، چنان مخالفتی در من ایجاد کرد که باعث شد من نسبت به جما یک نفرت واقعی پیدا کنم؛ دیگر به هیچ چیز از آنچه در مورد او گفته می‌شد، باور نداشتم، و این نفرت چنان بود که به من فکر می‌کرد: "چکار کنم، اگر بعداً او را بئاتیفیه کنند؟" همه چیز در مورد او مرا ناراحت می‌کرد، و من بی‌اعتقادی و نفرت خود را به دیگران نیز منتقل می‌کردم. و این برای حدود بیست و پنج سال. از چندین سو به من فشار می‌آوردند تا زندگی‌نامه او را بنویسم، اما پاسخ من ثابت بود: "غیرممکن است، مثل پرواز. چگونه می‌توان در مورد کسی نوشت که دوستش نداری و به او اعتقادی نداری؟" عادت داشتم به خلسه‌های والای مادر مقدسم، ماریا ماگدالنا د پاتزی، اما خلسه‌های جما برایم بی‌رنگ‌ورو به نظر می‌رسید. می‌شنیدم که از نامه‌هایش ستایش می‌کنند: کتاب را باز می‌کردم، می‌بستم: آن شیوه نوشتن به مذاقم خوش نمی‌آمد. زندگی‌نامه را باز می‌کردم، و چیزی پیش می‌آمد که مرا دلزده می‌کرد. خلاصه اینکه، مخالفت من با جما از بین نمی‌رفت. چند ماه پیش، به دیوار چسبانده شده بودم، و تقریباً یا بدون تقریباً، مجبور شدم به این زندگی‌نامه دست بزنم، به جما روی آوردم و به او گفتم: "اگر این احترام را از من می‌خواهی، خودت را دوست‌داشتنی کن." به‌طور معجزه‌آسا، نفرت من از بین رفت و به عشقی سوزان تبدیل شد، و این حتی قبل از خواندن زندگی‌نامه‌اش بود. سپس شروع به خواندن آن کردم، و از همان صفحات اول، شخصیت شیرین و قهرمانانه جما زیبا، درخشان و قدیس‌گونه بیرون پرید. از چنین فضیلت قهرمانانه، چنین ثابت‌قدمی، چنین والایی، شگفت‌زده شدم. احساس پشیمانی کردم که توانایی پرداختن به جما به عنوان یک متفکر، با دکترین عرفا در دست، را ندارم، و به نوشتن این چند صفحه اکتفا کردم، که در آنها می‌خواستم تمام عشقم را بگذارم تا با آنها بی‌اعتقادی‌ها و مخالفت‌های گذشته‌ام را جبران کنم: احساس شده در خودم یا منتقل شده به دیگران. این تغییر ناگهانی قلبم باعث شد که دیگر مخالفان جما را تحمل نکنم و حتی آنها را درک نکنم و به شدت آرزو کنم که خدا قلب آنها را تغییر دهد همان‌طور که قلب مرا تغییر داد، و به زودی بئاتیفیه این موجود قدیس را اعطا کند. این اعتراف، این گزارش یک لطف واقعی است، برای درک اهمیت آن باید بتوان در قلبم را خواند و احساساتش را تجربه کرد.— خواهر جسوآلدا روح‌القدس، جما گالگانی، گلی از شور و هیجان شهر چهره مقدس، جامعه خیریه سنت پل، آلبا-رم ۱۹۳۰، ۹–۱۱